# Draba pedicellata
Draba pedicellata är en korsblommig växtart som först beskrevs av Reed Clark Rollins och Robert A. Price, och fick sitt nu gällande namn av Windham. Draba pedicellata ingår i släktet drabor, och familjen korsblommiga växter. Inga underarter finns listade i Catalogue of Life.